# NGC 3861A
NGC 3861A is een spiraalvormig sterrenstelsel in het sterrenbeeld Leeuw. Het hemelobject werd op 23 maart 1827 ontdekt door de Britse astronoom John Herschel.

## Synoniemen
- UGC 6724
- MCG 3-30-93
- ZWG 97.129
- KCPG 299A
- IRAS 11424+2015
- PGC 36604